# 1256
1256 (MCCLVI) a fost un an bisect al calendarului iulian.

## Evenimente
- 28 ianuarie: Tentativă eșuată a contelui de Olanda, Wilhelm al II-lea, de a cuceri Frizia; Wilhelm II este asasinat.
- 4 mai: Papa Alexandru al IV-lea lansează bula Licet ecclesiae catholicae, care prevede constituirea ordinului monastic augustinian, în cadrul mănăstirii Lecceto.
- 15 decembrie: Hulagu-han cucerește Alamut, în Iranul de astăzi, aflat până atunci în stăpânirea Califatului Arab; distrugerea unei biblioteci de valoare inestimabilă.

### Nedatate
- aprilie: Trupele lui Manfred de Hoehsntaufen și ale principelui de Taranto cuceresc Palermo și întreaga Sicilie.
- septembrie: Tratat între Teodor al II-lea, împăratul de la Niceea, și Mihail al II-lea Angelos, despotul Epirului, prin care niceenii își impun suzeranitatea și obțin poziții strategice în Macedonia occidentală, inclusiv portul Dyrrachion.
- octombrie: Conducătorul mongol Baiju, la ordinele lui Hulahu-han, întreprinde o expediție victorioasă împotriva selgiucizilor, la sfârșitul căreia ocupă Anatolia.
- Armistițiu între cavalerii cruciați și ayyubizii din Siria.
- Fondarea orașului Lvov, actualmente în Ucraina.
- Hulagu-han fondează dinastia ilhanidă în Persia.
- Împăratul bizantin de la Niceea, Teodor al II-lea Laskaris cucerește Tracia de la bulgari.
- Începutul unui război civil în Danemarca, pe baza conflictului cu biserica (până în 1274).

## Arte, științe, literatură și filozofie
- Roger Bacon devine călugăr franciscan.
- Toma de Aquino devine profesor de filosofie la Universitatea din Paris.

## Nașteri
- Gertrude de Helfta (d. ?)
- Ibn al-Banna, matematician arab (d. 1321)
- Robert, conte de Clermont, fondatorul dinastiei de Bourbon (d. 1317)

## Decese
- 28 ianuarie: Wilhelm de Olanda, rege al Germaniei (1247-1256), (n. ?)
- 13 iunie: Tankei, sculptor japonez (n. 1173)
- Mihail al II-lea Asan, țar al Bulgariei (n. ?)
- Sibt Ibnal-Jawzi, orator și cronicar din Damasc, autor al unei celebre istorii universale (n. 1186)

## Înscăunări
- Hulagu-han, dinastia ilhanidă din Persia (până la 1265).